# Грошев, Алексей Яковлевич
Алексей Яковлевич Грошев (29 мая 1930, село Радостное, Центрально-Чернозёмная область — 8 сентября 2001, Воронеж) — передовик производства, бригадир СМУ «Спецэлеватормельмонтаж». Герой Социалистического Труда (1971).

## Биография
Родился 12 декабря 1930 года в крестьянской семье в селе Радостное Козловского района Центрально-Чёрнозёмной области (сегодня — Мичуринский район, Тамбовская область). В 1948—1950 годах работал слесарем на Мичуринском паровозоремонтном заводе. С 1954 года работал в СМУ «Спецэлеватормельмонтаж». Был назначен бригадиром. За высокие достижения в трудовой деятельности при выполнении 8-й пятилетки был удостоен в 1971 году звания Героя Социалистического Труда.
Проработал в СМУ «Спецэлеватормельмонтаж» до выхода на пенсию в 1990 году.

## Награды
- Герой Социалистического Труда — указом Президиума Верховного Совета СССР от 7 мая 1971 года
- Орден Ленина (1971)